# شاهزاده مراد (پسر شاهزاده احمد)
شاهزاده مراد (۱۴۹۵ آماسیه – آوریل ۱۵۱۳ اصفهان)، پسر شاهزاده احمد و نوه سلطان بایزید دوم بود.
پدر مراد، شاهزاده احمد، با برادر ناتنی خود شاهزاده سلیم (سلیم اول بعدی) برای تاج و تخت پدرشان جنگیده بود. هنگامی که شاهزاده احمد توسط سلیم کشته شد، شاهزاده مراد متعاقباً توسط شاه اسماعیل اول به عنوان مدعی تاج و تخت مورد حمایت قرار گرفت.  شاه اسماعیل اول می‌خواست از مراد برای بسیج مخالفان علیه سلیم استفاده کند.  در سال ۱۵۱۲، در جریان لشکرکشی گسترده نورعلی خلیفه به آناتولی، مراد به لشکرکشی او پیوست و حتی تاج قزلباش بر سر گذاشت. طبق اطلاعاتی که سلیم از جاسوسان خود دریافت کرد، شاه اسماعیل ظاهراً می‌خواست آناتولی را فتح کند و حاکمیت روم را به مراد بدهد، در حالی که بقیه قلمرو توسط قزلباش‌ها اداره می‌شد.  شاهزاده مراد به امپراتوری صفوی پناهنده شد و مورد استقبال گرم شاه اسماعیل قرار گرفت و شاه بعضی از نواحی ولایت فارس را در اختیار او قرار داد. شاهزاده مراد در ماه فروردین ۸۹۲ خورشیدی/ آوریل ۱۵۱۳ میلادی (۹۱۹ قمری) در اصفهان به علت بیماری یا مسمومیت درگذشت و در جوار آرامگاه علی بن سهل دفن شد. حمایت شاه اسماعیل اول از شاهزاده مراد یکی از مواردی بود که منجر به نبرد سرنوشت ساز چالدران (۱۵۱۴) شد. 

## خانواده
از مراد نام همسری در دست نیست، اما او حداقل دو پسر و یک دختر داشت:
- شاهزاده مصطفی (کشته شده توسط سلیم اول، ۱۴ مه ۱۵۱۳، آماسیه)
- شاهزاده محمد (کشته شده توسط سلیم اول، سپتامبر یا اکتبر ۱۵۱۲، آماسیه)
- آسیتانشاه سلطان